# Улф Кристершон
Улф Хялмар Кристершон (на шведски: Ulf Hjalmar Kristersson) е шведски политик от Умерената коалиционна партия.
Роден е на 29 декември 1963 година в Лунд в семейството на икономист и учителка. През 1988 година завършва икономика в Упсалския университет и се включва активно в младежката организация на Умерената коалиционна партия, която оглавява през 1988 – 1992 година. От 1991 година е депутат, но често е в конфликт с партийното ръководство заради по-либералните си възгледи и през 2000 година се оттегля от парламента, след което участва в местното управление в Стренгнес и Стокхолм. През 2010 – 2014 година е министър на социалните грижи в правителството на Фредрик Райнфелд. Оглавява Умерената коалиционна партия през 2017 година.
От 18 октомври 2022 година Кристершон е министър-председател начело на коалиция с партиите Християндемократи и Либерали.